# Гельґа Меєр
Гельґа Матильда Меєр (нім. Helga Mathilde Meyer; 12 лютого 1942, Нюрнберг, 4 квітня 2000, Арлінгтон, США) — німецька оперна співачка.

## Біографія
Маєр виросла у Німеччині та відвідував школу Рудольфа Штайнера в Нюрнберзі. Вона навчалася музиці та співу. Працювала оперною співачкою в Нюрнберзі та дитячим і підлітковим психотерапевтом у Касселі. Протягом багатьох років вона викладала спів у коледжі Мері Вашингтон. У 1977 році вона була співачкою на Зальцбурзькому фестивалі.
Вона була одружена з Джоном В. Буллоком. Вона була матір'ю двох дочок, актрис Сандри Буллок і Гезін Буллок-Прадо. Вона померла від раку товстої кишки. Похована в місті Джексон, округ Тетон, штат Вайомінг.